# Jan Kot (duchowny)
Jan Kot OMI (ur. 10 maja 1962 w Makowie Podhalańskim) – polski duchowny katolicki, oblat Maryi Niepokalanej, biskup diecezji Zé-Doca w Brazylii od 2014.

## Życiorys

### Młodość i prezbiterat
Wychował się w mieście Rybnik, w parafii św. Barbary w Boguszowicach Osiedlu. W 1985 wstąpił do nowicjatu misjonarzy oblatów w Kodniu. Święcenia kapłańskie otrzymał 20 czerwca 1992 z rąk biskupa Zdzisława Fortuniaka. Po ukończeniu studiów filozoficzno-teologicznych w seminarium Misjonarzy Oblatów Maryi Niepokalanej w Obrze uzyskał także licencjat z historii Kościoła. W latach 1992–1994 był wikariuszem w parafii św. Teresy w Siedlcach, a w 1994 roku został przydzielony do misji w Brazylii. Tam pracował jako duszpasterz w Jussarval, w archidiecezji Olinda i Recife (1995–2000); był proboszczem w Vitoria Santo Antao, w archidiecezji Olinda i Recife (2000–2005). Od 2005 roku był proboszczem parafii Najświętszego Serca Maryi parafii w Campo Alegre do Fidalgo, diecezji São Raimundo Nonato.
W strukturach prowincji brazylijskiej Misjonarzy Oblatów Maryi Niepokalanej w latach 2003–2012 był drugim radnym prowincjalnym, zaś w 2012 mianowany został pierwszym radnym prowincjalnym.

### Episkopat
23 lipca 2014 Franciszek mianował go biskupem diecezji Zé-Doca, Maranho w Brazylii. Sakry udzielił mu 18 października 2014 metropolita Palmas - arcybiskup Pedro Brito Guimarães.